# Смирнов, Владимир Александрович (философ)
Влади́мир Алекса́ндрович Смирно́в (2 марта 1931, Москва — 12 февраля 1996, там же) — советский и российский философ

, логик. Доктор философских наук, профессор.

## Биография
Окончил философский факультет МГУ (1954), куда поступил в 1949 году, и аспирантуру того же факультета по кафедре логики (1957), научный руководитель В. Ф. Асмус. Был принят в МГУ благодаря поддержке научного руководителя несмотря на то, что не являлся членом партии, и его отец был в плену.
В 1957—1961 годах старший преподаватель кафедры философии Томского политехнического института.
С 1961 г. в Институте философии АН СССР (ныне РАН), с 1988 г. руководитель его логического центра, а с 1992 г. заведующий отделом эпистемологии, логики и философии науки и техники. В течение многих лет руководил научно-исследовательским семинаром сектора логики и являлся ответственным редактором его трудов.
Преподавал в МГУ с 1970 года.
В 1991 году организовал Общественный Институт логики, когнитологии и развития личности, директором которого являлся до конца жизни.
Кандидатская диссертация «Дедуктивный метод и построение научной теории» (1962).
Докторскую диссертацию защитил в 1973 году по книге «Формальный вывод и логические исчисления» (1972).
Основатель ежегодника «Логические исследования» и его главный редактор. Был членом редколлегии журнала «Вопросы философии».
Скончался 12 февраля 1996 года. Похоронен на кладбище «Ракитки» (участок 17).

## Семья
Супруга — Смирнова Е. Д. (1929—2017), российский логик, создатель отечественной школы логической семантики, доктор философских наук, профессор.